# Xã Shiley, Quận Pawnee, Kansas
Xã Shiley (tiếng Anh: Shiley Township) là một xã thuộc quận Pawnee, tiểu bang Kansas, Hoa Kỳ. Năm 2010, dân số của xã này là 20 người.